# 中国人民解放军东部战区海军航空兵
中国人民解放军东部战区海军航空兵，机关驻宁波市，是中国人民解放军东部战区海军的海军航空兵。

## 沿革
1956年3月，中国人民解放军海军东海舰队航空兵部（中国人民解放军1028部队）在宁波组建成立，领导机关设有司令部、政治部、干部部、后方勤务部、工程部等5个部、12个处、17个科，隶属中国人民解放军海军航空兵部。1960年7月，该部队隶属中国人民解放军海军东海舰队建制领导。1962年，该部队代号改为中国人民解放军4300部队。1975年，代号改为中国人民解放军37510部队（中国人民解放军海军东海舰队航空兵）。1979年12月，转隶中国人民解放军海军航空兵部建制领导。领导机关经过多次精简整编，至1983年设有司令部、政治部、后勤部、工程部。2003年12月，重归中国人民解放军海军东海舰队建制。
1954年11月3日，以华东军区海军防空处与海军舟山防空指挥所合并成立中国人民解放军华东军区海军防空司令部，驻宁波市，下辖宁波、定海、穿山、岱山、石浦、路桥等地的防空部队，隶属华东军区海军建制，机关设司令部、政治部、干部部等等。同月，在定海、石浦组建中国人民解放军海军高射炮兵第四团、第五团。1955年8月，华东军区海军防空司令部改称中国人民解放军海军东海舰队防空兵部。1956年，该部下辖2个高炮团、1个对空监视团等部队。1958年5月，该部并入中国人民解放军海军东海舰队航空兵部，番号撤销。 
2016年，在深化国防和军队改革中，东海舰队改称东部战区海军，东海舰队航空兵随之改称中国人民解放军东部战区海军航空兵。

## 历任领导
| 司令员 1. 纪亭榭 少将（1955年3月—1955年9月，代理） 2. 兴中 少将（1955年9月—1961年3月） 3. 王学清 少将（1961年10月—1969年2月） 4. 李文模（1969年2月—1977年6月） 5. 王天保（1977年6月—1983年7月） 6. 梅和家（1983年7月—1990年6月） 7. 刘文清 海军少将（1990年6月—1992年10月） 8. 黄茂江 海军少将（1992年10月—1996年12月） 9. 崔同贺 海军少将（1996年12月—1998年12月） 10. 张志诚 海军少将（1998年12月—2000年12月） 11. 贾茂荣 海军少将（2000年12月—2003年12月） 12. 李居林 海军少将（2003年12月—2008年12月） 13. 孙来沈 海军少将（2008年12月—2016年1月，海军东海舰队副司令员兼；2016年1月—，东部战区海军副司令员兼） | 政治委员 1. 罗斌 少将（1955年5月—1959年10月） 2. 张敬一（1959年10月—1964年12月） 3. 柴启琨 少将（1964年12月—1975年7月） 4. 张崇业（1977年5月—1983年7月） 5. 刘作良（1983年7月—1985年8月） 6. 李树柏 海军少将（1985年8月—1990年6月） 7. 卫殿斌 海军少将（1990年6月—1994年12月） 8. 李金良 海军少将（1994年12月—1997年5月） 9. 张昭福 海军少将（1997年5月—2002年11月） 10. 程家荣 海军少将（2002年11月—2007年6月） 11. 周晓林 海军少将（2007年6月—2013年，东海舰队副政治委员兼） 12. 陆晓 海军少将（2013年—2016年，东海舰队副政治委员兼） 13. 王再春 海军少将（2016年12月—，东部战区海军副政治委员兼） |

| 副司令员 - 罗文华 少将（1956年1月—1961年10月） - 李新国（1958年3月—1966年2月） - 赖金华（1961年9月—1966年6月） - 张祥（1965年6月—1978年5月） - 田作成（1965年12月—1970年3月） - 耿东清（1971年1月—1977年9月） - 陈丕（1974年2月—1983年7月） - 吴长武（1977年9月—1983年5月） - 尹玉泉（1977年12月—1983年7月） - 周克林（1977年12月—1979年2月） - 梅和家（1981年4月—1983年7月） - 石瑛（1981年4月—1983年7月） - 黄得诚 海军少将（1983年7月—1983年9月） - 刘凤祥 海军少将（1984年4月—1985年8月） - 张书发 海军少将（1988年1月—1990年7月） - 刘文清 海军少将（1985年8月—1990年6月） - 杨武文 海军少将（1988年1月—1992年10月） - 徐听生 海军少将（1988年7月—1990年7月） - 徐同业 海军少将（1990年6月—1992年10月） - 贾茂荣 海军少将（1990年6月—1994年12月） - 崔同贺 海军少将（1993年12月—1996年12月） - 尹长志 海军少将（1998年12月—2003年9月） - 金晓湘 海军少将（1999年12月—2002年6月） - 李居林 海军少将（2001年12月—2003年12月） - 耿东清 海军少将（？—？） - 张志诚 海军少将（？—？） - 陈开同（2003年9月—？） - 张汉保 海军少将（2003年12月—？） - 张巨照 海军少将（2004年7月—？） - 金毅明 海军少将（2006年1月—2007年1月） - 孙来沈 海军少将（2005年12月—2008年12月） - 王长江 海军少将（？—？） - 唐一平 海军少将（？—？） - 李庆双 海军少将（2010年—？） - 张铁鹰 海军少将（？—？） - 魏华彬 海军少将（2014年—） - 梁旭 海军少将（2016年—） | 副政治委员 - 胡汉生 大校（1958年5月—1966年3月） - 侯建华（1966年7月—1977年9月） - 路先（1968年11月—1983年7月） - 任泽光（1977年9月—1983年8月） - 刘战成（1978年1月—1983年8月） - 王岚（1984年4月—1985年8月） - 卫殿斌 海军少将（1985年8月—1990年7月） - 徐福海 海军少将（1985年8月—1990年7月） - 宋元彩（1985年8月—1992年10月） - 唐守扬 空军少将（1985年8月—1992年10月） - 马保传 海军少将（1992年10月—1997年12月） - 李树源 海军少将（1993年12月—1998年12月） - 余明海 海军少将（1997年12月—1903年7月） - 程家荣 海军少将（1996年5月—2002年11月） - 刘巨海 海军少将（2003年12月—？） - 顾礼康 海军少将（2005年12月—2008年） - 张军挺 海军少将（2006年1月—？） - 王自定 海军少将（2013年—？） - 王玉芳 海军少将（2016年—） |

| 参谋长 - 罗文华 少将（1956年1月—1959年10月） - 田作成（1959年10月—1965年12月） - 姚雪森（1965年12月—1970年1月） - 耿东清（1970年1月—1971年1月） - 石瑛（1971年1月—1981年4月） - 姜贵（1981年4月—1983年7月） - 马炳芝（1983年8月—1988年7月） - 杜九安 海军少将（1988年7月—1993年12月） - 李居林 海军少将（1998年12月—2001年12月） - 张巨照 海军少将（2001年12月—2004年7月） - 孙来沈 海军少将（2004年7月—2005年12月） - 李庆双 海军少将（2005年12月—2010年） - 魏华彬 海军少将（2011年—2014年） - 魏文徽 海军少将（2014年—） | 政治工作部主任 （2016年深化国防和军队改革前为政治部主任） - 邓楚白 大校（1956年6月—1959年10月） - 胡汉生 大校（1959年10月—1967年3月） - 张敬一（1967年3月—1968年12月） - 王德纯（1969年1月—1977年9月） - 苏佩荣（1977年12月—1983年7月） - 徐福海（1983年7月—1985年8月） - 许仁道（1985年8月—1987年9月） - 李金良 海军少将（1988年1月—1990年6月） - 马保传 海军少将（1990年6月—1992年10月） - 陆德康 海军少将（1992年10月—1994年1月） - 刘巨海 海军少将（2000年12月—2003年12月） - 张军挺 海军少将（2003年12月—2006年1月） - 孔宪德 海军少将（2006年1月—？） - 陈振魁 海军少将（2013年—2016年） - 徐立谦 海军少将（2016年—） |

| 后勤部部长 …… - 马铭贤 海军大校（？—？） - 石增仁 海军大校（？—？） …… | 后勤部政治委员 …… - 刘德垣 上校（？—？） …… - 梁荣喜 海军大校（？—？） …… |

附：海军东海舰队防空兵部
| 司令员 - 李新国（1954年11月—1958年5月） | 政治委员 - 胡汉生（1954年11月—？） |

## 装备
| 航空兵部隊                    | 驻地             | 战术编号 | 机型                                        |
| ----------------------------- | ---------------- | -------- | ------------------------------------------- |
| 海航1师                       | 上海             |          | 运-8特种机                                  |
| 海航4师（歼击师）（转隶空军） | 宁波、路桥       | 8XX4X    | 苏-30MK2（10团 81X4X）、歼-10（12团 83X4X） |
| 海航6师（混编师）（转隶空军） | 大场、义乌       | 8XX6X    | 歼轰-7（16团 81X6X、18团 83X6X）            |
| 海航17团                      | 常州             |          | 轰-6（17团）                                |
| 海航獨立第4團                 | 江北庄橋航空基地 |          |                                             |

- 安徽肥東航空基地-第10飛行團
- 浙江路橋航空基地-第12飛行團
- 上海大場航空基地-第16飛行團
- 常州奔牛航空基地-第17飛行團
- 浙江義烏航空基地-第18飛行團
- 江北庄橋航空基地-海航獨立第4團（艦載機部隊）